# Nelson Mandela
Nelson Rolihlahla Mandela, född 18 juli 1918 i Mvezo i Östra Kapprovinsen (i dåvarande Kapprovinsen), död 5 december 2013 i Houghton Estate utanför Johannesburg, var en sydafrikansk advokat, politiker och statsman. Mandela var Sydafrikas president mellan 1994 och 1999. Han var landets förste president som valts genom demokratiska val med rösträtt för hela befolkningen.
Nelson Mandela växte upp i byn Qunu i nuvarande Östra kapprovinsen. Under apartheideran var han en framträdande företrädare för den fredliga kampen mot apartheid, men efter Sharpevillemassakern blev han involverad i den beväpnade motståndsrörelsen. Under Mandelas 27-åriga fängelsevistelse, varav 18 år på Robben Island, var han en viktig symbol för kampen mot apartheidregimen både inom och utanför Sydafrika. Apartheidregimen och länder som sympatiserade med regimen, som USA och Frankrike, stämplade African National Congress (ANC) och Nelson Mandela som terrorister, men idag anses Mandelas agerande av de flesta ha varit berättigat i kampen mot förtrycket. Övergången till ett mer försonligt budskap under 1980-talet banade väg för Mandelas frigivning 1990, för Sydafrikas fredliga övergång till en representativ demokrati och för Mandelas val till president efter avskaffandet av apartheid.
Efter sitt presidentskap fortsatte Nelson Mandela att engagera sig i politiska och diplomatiska frågor. Han belönades med över 250 utmärkelser, däribland Nobels fredspris 1993. Mandela var känd som Madiba i Sydafrika, vilket är en hederstitel som användes för att titulera äldre medlemmar av Mandelas klan men som med tiden blev synonymt med Nelson Mandela. Det förekommer även bland vissa sydafrikaner att han kallas för 'mkhulu', vilket betyder farfar.
Först omkring hans nittioårsdag 2008 avfördes fredspristagaren Mandela slutligen från USA:s terroristlista, där han varit införd alltsedan 1980-talet.

## Biografi

### Uppväxt

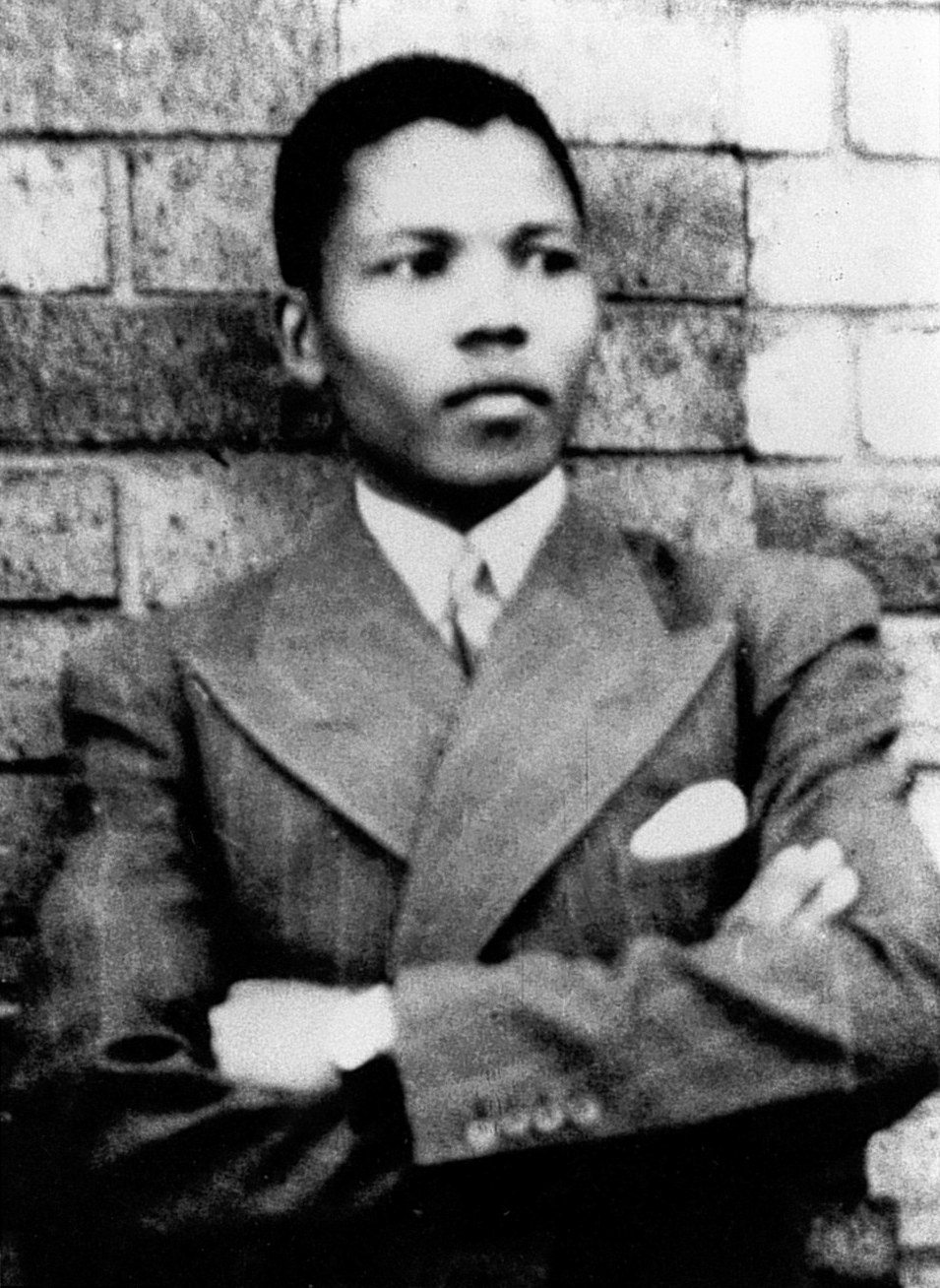
Nelson Mandela som ung, 1937.

Nelson Mandela föddes i en tembu-xhosafamilj i den lilla byn Mvezo i Mthathadistriktet i Transkeiprovinsen. Hans far, Gadla Henry Mphakanyiswa, var rådgivare till thembukungen. Fadern var även en nyckelfigur i Jongintaba Dalindyebos tillträde till kungatronen, en tjänst som denne senare skulle återgälda genom att informellt adoptera Mandela efter faderns bortgång när Nelson var ung. Mandelas far hade fyra fruar, med vilka han fick fyra söner och nio döttrar. Nelson Mandela föddes av Gadla Henry Mphakanyiswas tredje fru Nosekeni Fanny i vars hem han tillbringade en stor del av sin tidiga barndom.
Han växte upp i den närliggande byn Qunu och han blev vid sju års ålder den första medlemmen av sin familj som gick i skolan, och där fick han förnamnet "Nelson" av en metodistisk lärare, fröken Mtingane. Mandelas far avled när Mandela var nio år gammal, och regenten blev hans vårdnadshavare. Mandela skickades till en missionsskola som låg intill regentens palats, och efter en gammal sed blev han initierad i xhosastammen vid 16 års ålder. Mandela fortsatte sina studier vid Clarkebury Boarding Institute, där han först kom i kontakt med den västerländska kulturen.
Vid 19 års ålder flyttade han till det wesleyanska universitetet i Fort Beaufort i Healdtown , där han vid sidan om sina studier även visade intresse för boxning och löpning. Efter att ha klarat av sina universitetsstudier började Mandela tillsammans med regentens son studera för en filosofie kandidat-examen vid University of Fort Hare. Det var vid Fort Hare som Mandela först träffade Oliver Tambo.
Vid slutet av sitt andra år i Fort Hare blev Nelson Mandela inblandad i en bojkott mot universitetets studentråd, och han ombads lämna universitetet. En kort tid senare meddelade regenten att han ordnat för Mandela och regentens son att ingå giftermål med två för dem båda okända kvinnor. Mandela och regentens son beslöt att fly till Johannesburg. När de kom till Johannesburg fann Mandela arbete som gruvpolis vid en gruva, men denna anställning avslutades när det framkom att Mandela var på rymmen. Mandela lyckades därefter få arbete som assistent vid en juridisk byrå tack vare sin vän Walter Sisulu som var jurist vid samma byrå. Under denna tid färdigställde Mandela sina studier via korrespondens med University of South Africa (UNISA), varefter han kunde påbörja studier i juridik vid University of Witwatersrand.

### Politisk aktivism
Som ung universitetsstudent blev Nelson Mandela inblandad i den politiska oppositionen mot den vita minoritetsregeringens förnekande av politiska, sociala och ekonomiska rättigheter för Sydafrikas svarta majoritetsbefolkning. Mandela blev medlem i ANC 1942 och två år senare gick Mandela tillsammans med sina nära vänner Walter Sisulu och Oliver Tambo med i ANC Youth League.
Efter det boer-dominerade partiet Nasionale Partys seger i valet 1948 och det partiets politik för rassegregering som gick under namnet apartheid blev Nelson Mandela en förgrundsfigur för ANC:s motståndskampanj 1952 och för folkkongressen år 1955, vars antagande av en frihetsstadga blev den fundamentala grunden för antiapartheidkampen. Under denna tid drev Mandela tillsammans med Oliver Tambo juristbyrån Mandela and Tambo som gav juridisk rådgivning utan ersättning eller till en låg kostnad för mindre bemedlade svarta sydafrikaner.

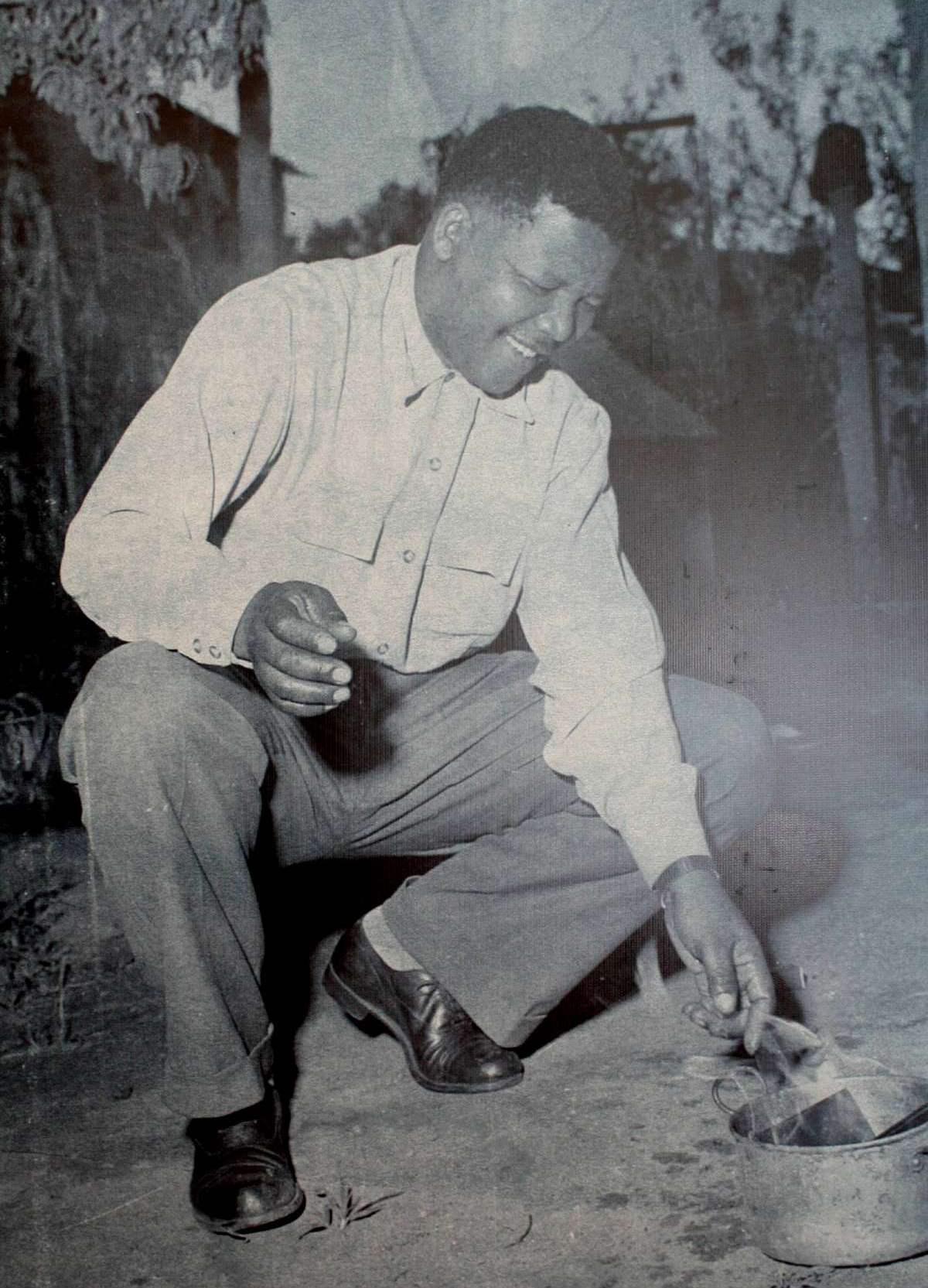
Nelson Mandela bränner sitt pass, 1960.

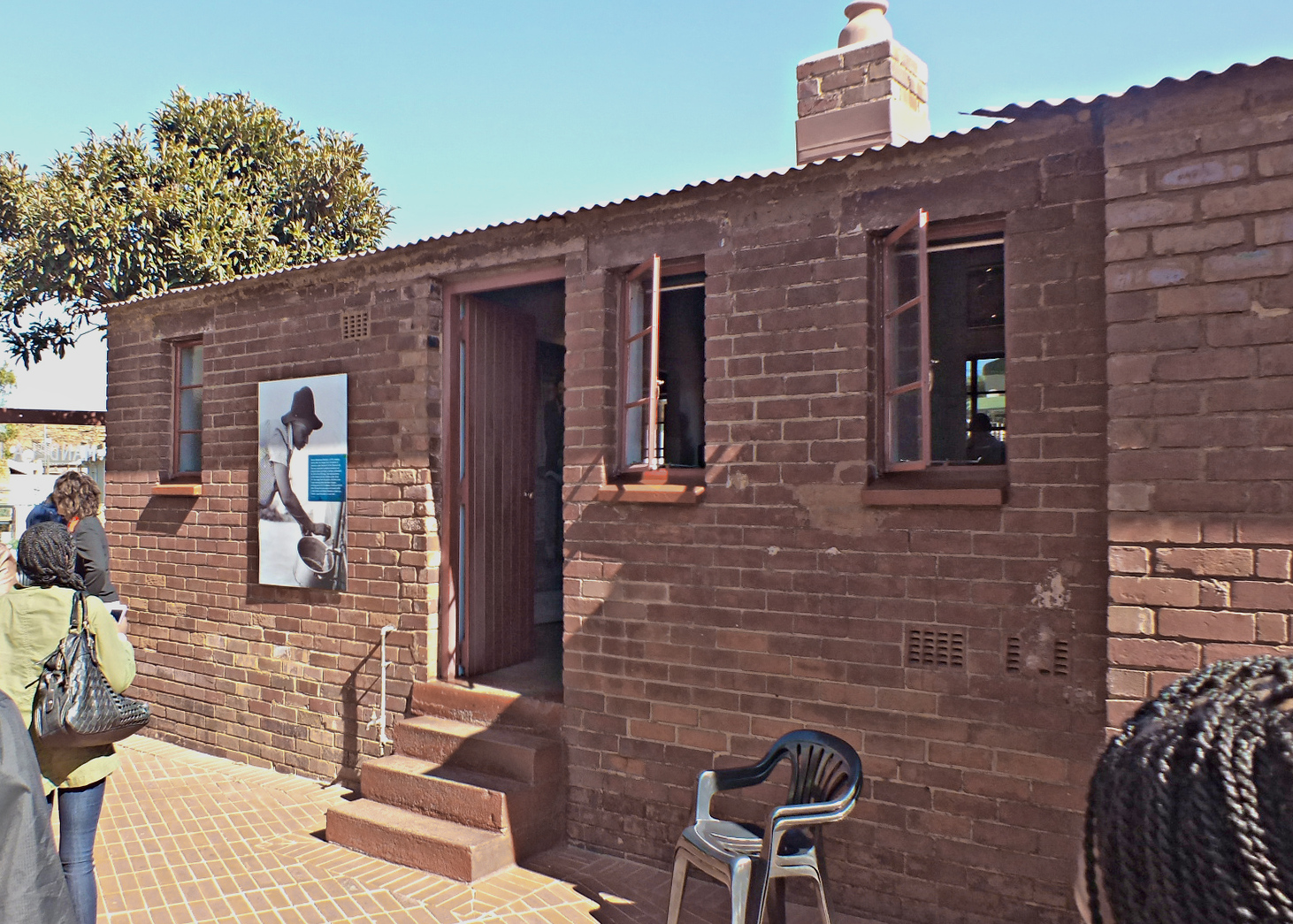
Mandelas hem i Soweto före fängslandet, nu ett mueeum.

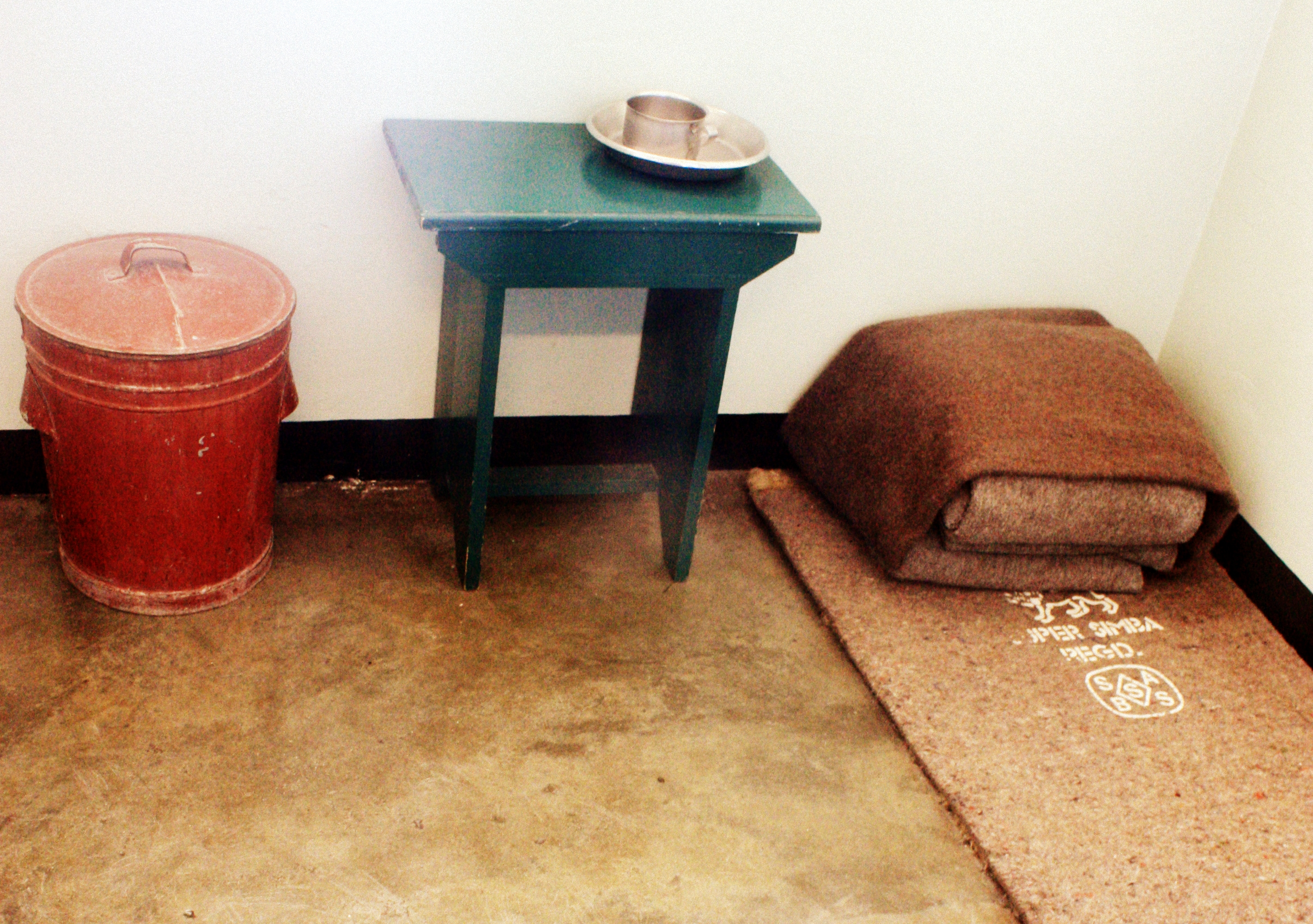
Inredningen i Mandelas cell, den kompletterades med ett skrivbord 1973.

I början av kampen mot apartheid var Nelson Mandela engagerad i icke-våldsamt motstånd. Mandela blev tillsammans med cirka 150 andra människor arresterad den 5 december 1956 och han åtalades för förräderi. Rättegången varade mellan 1956 och 1961, men slutade med att alla åtalade friades. Mellan 1952 och 1959 upplevde ANC konkurrens när en ny generation svarta aktivister som kallades för afrikanisterna uppenbarade sig i townships och krävde mer drastiska åtgärder mot National Party. ANC-ledarskapet, som bestod av Albert Luthuli, Oliver Tambo och Walter Sisulu, upplevde att konflikten med regimen höll på att trappas upp samt att ANC:s ställning som en samlande kraft var hotad. Som en konsekvens stärkte de organisationen genom att alliera sig med små politiska partier som företrädde minoriteter bestående av vita, färgade och indier för att få ett bredare stöd än afrikanisterna. Men 1955 års frihetsstadga och konferensen i Kliptown blev förlöjligad av afrikanisterna för att den tillät den 100 000 medlemmar starka organisationen att förvisas till en enda röst i en allians (kongressalliansen) i vilken fyra av de fem generalsekreterarna var medlemmar i det i hemlighet återbildade Sydafrikanska kommunistpartiet (SACP).
År 1959 förlorade ANC sina mest militanta anhängare när majoriteten av afrikanisterna, med finansiellt stöd från Ghana och betydande stöd från det Transvaalbaserade folket basotho bröt sig loss från ANC för att bilda Pan Africanist Congress (PAC) under Robert Sobukwe och Potlako Leballo. Efter massakern av PAC-anhängare i Sharpeville i mars 1960 och förbudet mot PAC och ANC inledde ANC och SACP liksom  African Resistance Movement (avfälliga liberaler) och PAC ett väpnat motstånd. Albert Luthuli, som kritiserats för sin passivitet, blev åsidosatt och ANC/SACP deltog i 1961 års All-In African Conference där partierna mötte upp för att formulera en gemensam strategi mot apartheidregimen. Nelson Mandela utannonserade vid det tillfället bildandet av Umkhonto we Sizwe (ungefär Nationens spjut, ofta förkortat MK), som hade den judiska terroriströrelsen, Irgun som förebild. MK hade Nelson Mandela och Denis Goldberg, Lionel Bernstein och Harold Wolpe som ledare.
Nelson Mandela lämnade vid den tiden Sydafrika för att träffa andra afrikanska ledare i Algeriet och på andra platser på kontinenten. Han blev överraskad när han upptäckte att det utanför Sydafrika fanns ett stort stöd för PAC och en djup övertygelse om att ANC var en liten xhosastam som manipulerades av vita kommunister. Mandela återvände till Sydafrika med målsättningen att åter hävda de afrikanska nationalisternas ställning i kongressalliansen. Det spekuleras i att Mandelas överläggningar med kommunisternas ledare i denna fråga ledde till röjandet av var Mandela befann sig och att han arresterades.

### Arrestering och fängslande
År 1962 blev Mandela ledare för ANC:s beväpnade gren Umkhonto we Sizwe, som han var medgrundare till. Mandela koordinerade en sabotagekampanj mot militära och statliga mål, och planerade att föra ett gerillakrig om sabotaget inte lyckades få apartheidpolitiken att upphöra. (Ett par decennier senare, under 1980-talet då Mandela satt fängslad och isolerad, förde MK till slut ett regelrätt gerillakrig.) Mandela besökte även flera afrikanska länder och samlade in pengar för att finansiera kampen mot apartheidregimen och organiserade paramilitär träning.
Den 5 augusti 1962 arresterades Nelson Mandela efter att ha levt på rymmen under 17 månaders tid. Enligt William Blum - en före detta anställd hos USA:s utrikesdepartement - tipsade CIA om var Mandela befann sig. Detta avfärdas dock av Mandela som istället anger sin egen vårdslöshet som orsak.
Tre dagar senare ställdes han inför rätta åtalad för att han lett arbetare i en strejk och för att ha lämnat landet utan tillstånd. Han fängslades till en början i Johannesburg Fort, och den 25 oktober 1962 dömdes Nelson Mandela till livstids fängelse.
Under den tid som Mandela satt fängslad arresterade polisen flera framträdande medlemmar i ANC den 11 juli 1963 på Liliesleaf Farm, Rivonia, norr om Johannesburg. Även Mandela åtalades vid den rättegången (Rivoniarättegången) tillsammans med Ahmed Kathrada, Walter Sisulu, Govan Mbeki, Andrew Mlangeni, Raymond Mhlaba, Elias Motsoaledi, Walter Mkwayi (som flydde under rättegången), Arthur Goldreich (som flydde från fängelset före rättegången), Denis Goldberg och Lionel Bernstein. Alla åtalades för sabotage och brott som kan liknas vid högförräderi men som var enklare för staten att bevisa.
I sitt uttalande under rättegången den 20 april 1964 vid högsta domstolen i Pretoria förklarade Mandela varför ANC valt att använda våld som en taktik. Han förklarade att ANC använt fredliga medel fram till massakern vid Sharpeville. Den händelsen, tillsammans med en folkomröstning som skapade republiken Sydafrika och förklarandet av undantagstillstånd och förbudet av ANC, gjorde det klart för honom att det enda sättet att göra motstånd var genom att genomföra sabotageattacker. Att inte göra motstånd hade enligt Mandela varit likställt med en ovillkorlig kapitulation. Mandela förklarade vidare om manifestet Manifesto of Umkhonto av den 16 december 1961 som visade att det Nationella partiets politik riskerade att skada landets ekonomi eftersom utländska investerare skulle dra sig för att investera i landet. Mandela avslutade med dessa ord:
| ” | Under min livstid har jag hängett mig åt denna kamp för det afrikanska folket. Jag har kämpat emot vit dominans, och jag har kämpat mot svart dominans. Jag har hållit fast vid idealet om ett demokratiskt och fritt samhälle i vilket alla kan leva tillsammans i harmoni och med samma möjligheter. Det är ett ideal som jag hoppas att leva för och uppnå. Men om det skulle krävas så är det ett ideal för vilket jag är beredd att dö. | „ |

Bram Fischer, Vernon Berrange, Joel Joffe, Arthur Chaskalson och George Bizos var alla deltagare i Mandelas juridiska försvar. Harold Hanson deltog i slutet av rättegången för att plädera för en mildare dom. Med undantag för Lionel Bernstein fann domstolen den 11 juni 1964 att samtliga åtalade var skyldiga till brott, för vilka de dömdes till livstids fängelse. Åtalet inkluderade bland annat inblandning i planerandet av väpnad aktion, fyra fall av sabotage (som Mandela erkände sig skyldig till) och en politisk konspiration att förmå andra länder att invadera Sydafrika (vilket Mandela förnekade).
Nelson Mandela fängslades på ön Robben Island där han fick tillbringa de följande 18 åren. Under sin tid i fängelse lyckades Mandela hålla kontakt med ANC, som publicerade ett uttalande om Mandela den 10 juni 1980, där det bland annat stod:
| ” | Förena! Mobilisera! Fortsätt kampen! Mellan städet av en förenad massaktion och hammaren som är den väpnade kampen kommer vi att krossa apartheid! | „ |

År 1982 överfördes han till det närbelägna fastlandsbelägna fängelset Pollsmoore Prison. I februari 1985 avstod Nelson Mandela från ett erbjudande om frigivning i utbyte mot att ge upp den väpnade kampen. 
I en intervju med amerikanska Washington Times sade Mandela att han inte var kommunist, men att ett kommunistiskt system vore att föredra framför apartheid.
Som ett led i hans rehabilitering överfördes Mandela till Victor Versterfängelset den 9 december 1988. Mandela fortsatte vara fängslad till dess att en internationell kampanj med sloganen Befria Nelson Mandela kulminerade i hans frigivning i februari 1990. Samtidigt som president F.W. de Klerk beordrade Mandelas frigivning, hävde han förbudet mot ANC.
Samma dag som han frigavs, den 11 februari 1990, gjorde Nelson Mandela ett uttalande till nationen där han förklarade sitt engagemang för att åstadkomma fred och försoning med landets vita minoritet, samtidigt som han förklarade att den väpnade kampen inte var över.
| ” | Vårt val att föra en väpnad kamp år 1960 med bildandet av ANC:s militära gren (Umkhonto we Sizwe) var en rent försvarsmässig handling som svar på apartheidregimens våld. De faktorer som påkallade en väpnad kamp finns kvar än idag. Vi har inget alternativ än att fortsätta kampen. Vi har förhoppning om att ett samhällsklimat som befrämjar en förhandling om en överenskommelse snart kommer till stånd, så att det inte längre finns något behov att föra väpnad kamp. | „ |

Nelson Mandela uttryckte även att hans huvudsakliga mål var att få till stånd en fredlig lösning för den svarta majoriteten samt att dessa skulle få rätt att rösta i nationella och lokala val.

### Sydafrikas president

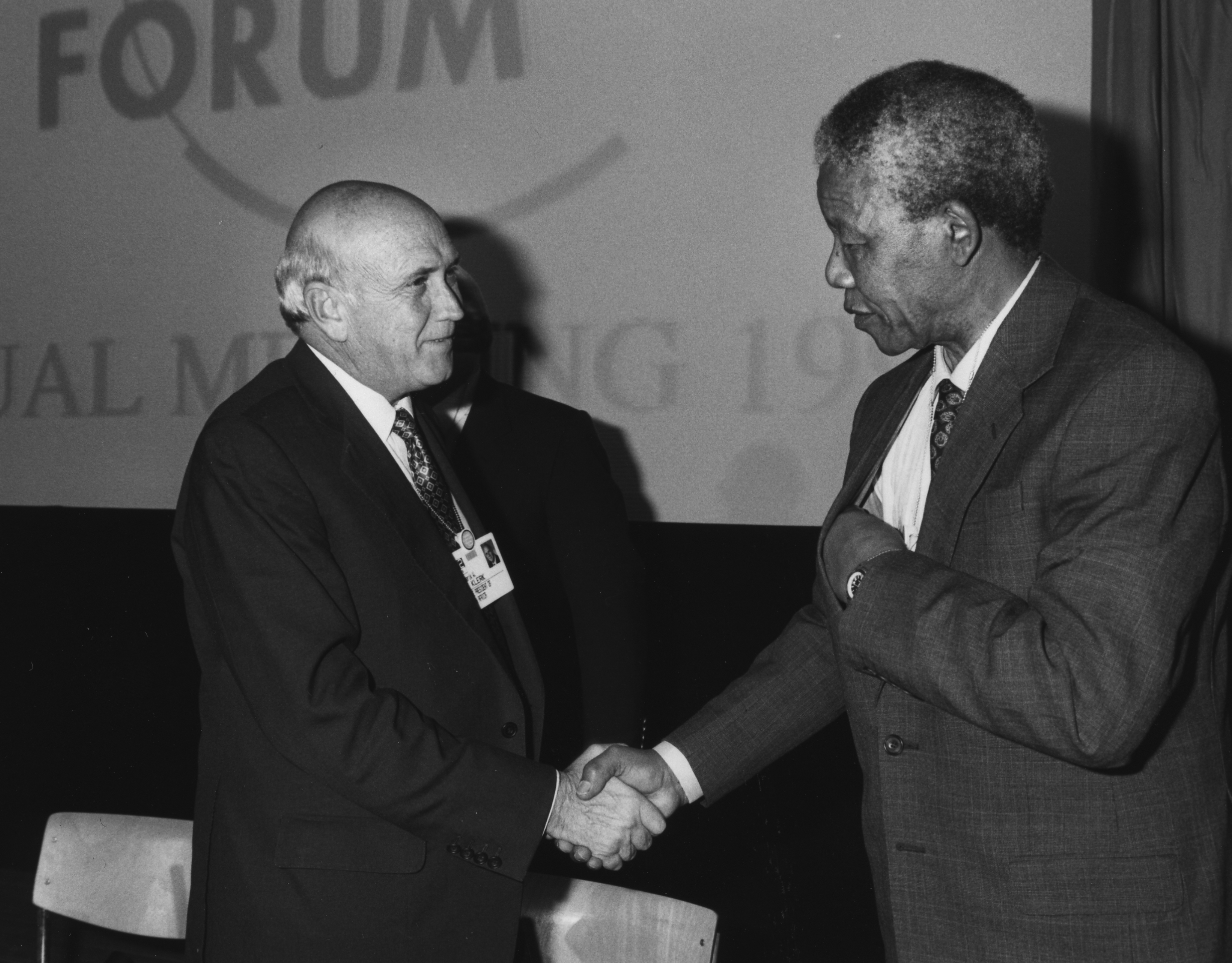
F.W. de Klerk och Nelson Mandela vid World Economic Forum i Davos 1992.

Sydafrikas första demokratiska val där hela befolkningen fick rösta ägde rum den 27 april 1994. African National Congress fick en majoritet av rösterna i valet, och Nelson Mandela blev som ledare för ANC landets första svarta president. Mandela valde den förre apartheidpresidenten och fredsprisvinnaren F. W. de Klerk som sin vicepresident i den samlingsregering som styrde Sydafrika under den interimistiska konstitution som gällde fram till 1999. Den 14 juni 1999 efterträddes han som president av den nye ANC-ledaren Thabo Mbeki.
Under Mandelas presidentskap skedde en övergång från apartheid och minoritetsstyre, och Mandela fick stor respekt för sin insats både vad gäller den inhemska och internationella försoningen. Men Mandelas regering blev också föremål för viss kritik, bland annat för Sydafrikas invasion i Lesotho i september 1998. Vissa internationella organisationer var också besvikna över bristen på sociala framsteg under Mandelas ämbetsperiod, särskilt avseende kampen mot spridningen av hiv-viruset och hanteringen av AIDS-pandemin.
Efter sin pensionering tog Nelson Mandela på sig viss skuld för misslyckandet med att hantera hiv/aids-pandemin och genom offentliga framträdanden försökte han dra uppmärksamhet till denna tragedi som drabbat Sydafrika särskilt hårt.

### Internationell diplomati

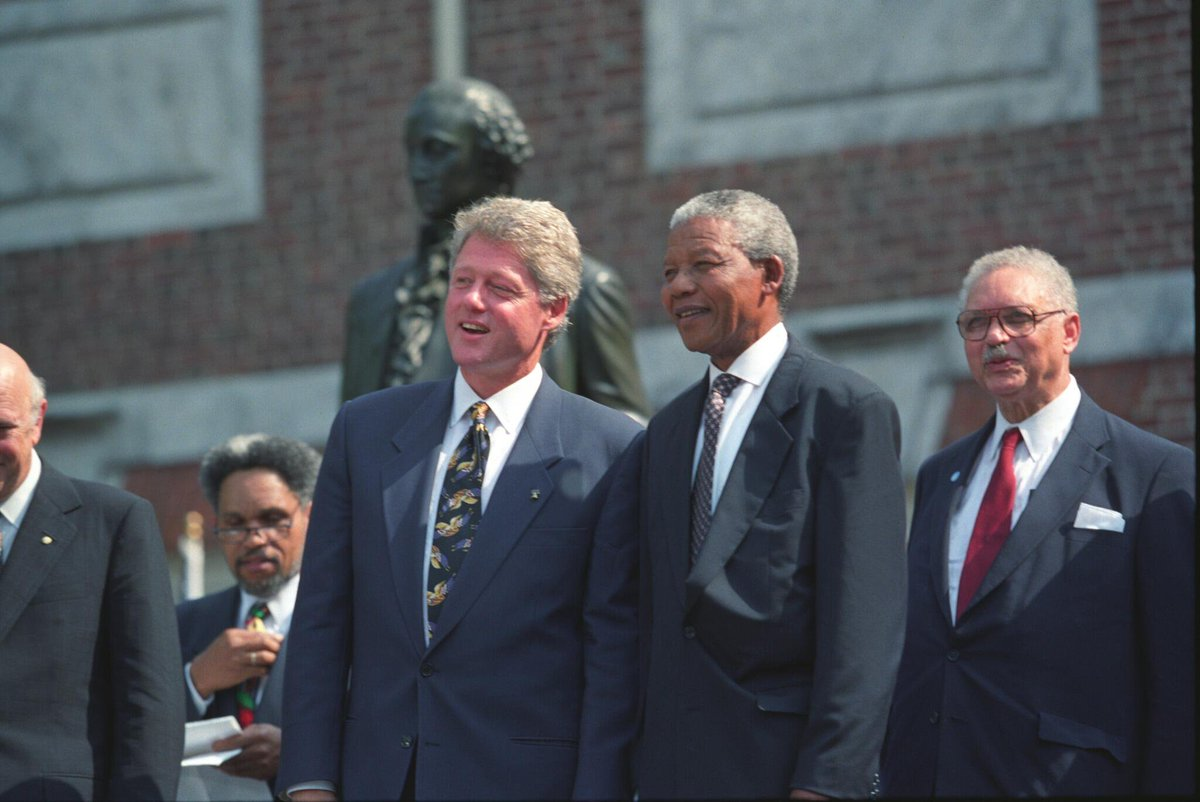
Nelson Mandela tillsammans med USA:s president Bill Clinton utanför Independence Hall i Philadelphia 4 juli 1993.

Nelson Mandela medlade bland annat i konflikten mellan USA, Storbritannien och Libyen efter sprängningen av Pan Am flight 103 över Lockerbie i Skottland den 21 december 1988, där 270 människor dog. Mandela lyckades få de två misstänkta gärningsmännen ställda framför en skotsk domstol, först genom att erbjuda att domstolsförhandlingarna skulle hållas i Sydafrika, vilket avslogs av premiärminister John Major i november 1994. Tre år senare gav Mandela samma erbjudande till den nya premiärministern Tony Blair vid Mandelas statsbesök i Storbritannien i juli 1997. Vid ett möte för samväldets statsöverhuvuden i Edinburgh i oktober 1997 varnade Mandela för att ingen nation kunde vara offer, åklagare och domare i samma mål. En kompromiss blev att rättegången skulle hållas vid militärbasen Camp Zeist i Nederländerna men under skotsk lag. I april 1999 började Nelson Mandela att förhandla med överste Muammar al-Gaddafi om överlämnandet av de båda misstänkta Abdelbaset Ali Mohmed al-Megrahi och Lamin Khalifah Fhimah.
Efter en nio månader lång rättegång förkunnades dom i målet den 31 januari 2001. Fhimah friades men Megrahi blev fälld och dömdes till 28 år i ett skotskt fängelse. Megrahis överklagande nekades i mars 2002 och Nelson Mandela besökte honom i fängelse den 10 juni 2002. Mandela kunde därefter avslöja att Megrahi isolerades från de övriga fångarna och inte hade någon att prata med, vilket är en psykologisk påfrestning för den som måste tjäna hela sitt fängelsestraff i isolation. Mandela föreslog att Megrahi skulle flyttas till ett fängelse i ett muslimskt land, eftersom det finns muslimska länder som anses pålitliga av väst och för att det skulle underlätta för Megrahis familj att besöka honom, exempelvis Marocko, Tunisien och Egypten. Efter besöket flyttades Megrahi till Greenock jail och hålls inte längre i isolering.

### Pensionering

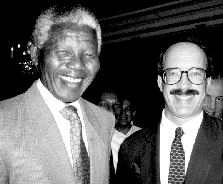
Nelson Mandela tillsammans med den amerikanske kongressledamoten Eliot Engel.

Efter sin tid som Sydafrikas president gick Nelson Mandela i pension 1999. Mandela valde efter sin pensionering att stödja flera organisationer som arbetar för social rättvisa och mänskliga rättigheter. Han fick flera utmärkelser, däribland Order of Merit och Johanniterorden av Storbritanniens drottning Elizabeth II och Presidential Medal of Freedom av USA:s president George W. Bush.
Ett exempel på Mandelas stora popularitet är att han vid sitt besök i Kanada 1998 talade till en publik bestående av 45 000 skolbarn i Rogers Centre SkyDome i Toronto. År 2001 var han den andra människan (och den förste levande) som ärades med att bli en kanadensisk hedersmedborgare (den förste, Raoul Wallenberg, blev kanadensisk hedersmedborgare postumt).  Mandela var också en av få utländska medborgare som fått utmärkelsen Honorary Companion of the Order of Canada, Kanadas högsta utmärkelse.
År 2001 fick Nelson Mandela även diagnosen prostatacancer, och han genomgick en sju veckor lång strålningsterapi mot sjukdomen.
År 2003 angrep Mandela i flera tal George W. Bush för USA:s utrikespolitik. Mandela insinuerade att president Bush kan ha motiverats av rasism när han inte följde den linjen som Förenta nationerna och dess generalsekreterare Kofi Annan drev i frågan om ett krig mot Irak. "Är det för att Förenta nationernas generalsekreterare är en svart man? De gjorde aldrig så när generalsekreterarna var vita." lär Mandela ha sagt. Den kommentaren fick kritik, även bland några av Mandelas starkaste anhängare.
Senare under 2003 tillät Mandela att hans namn användes för AIDS-kampanjen 46664 som uppkallats efter Mandelas gamla fångnummer. Mandela uttryckte även sitt stöd för den internationella kampanjen Make Poverty History, i vilken rörelsen ONE Campaign är en del.
Vid 85 års ålder förklarade Mandela i juni 2004 att han tänkte dra sig tillbaka från offentliga framträdanden på grund av försämrad hälsa och för att tillbringa mer tid med sin familj. Han gjorde dock undantag för framträdanden i syfte att dra uppmärksamhet till kampen mot AIDS-pandemin. Han flyttade 2011 permanent från Johannesburg till sitt hus i uppväxtbyn Qunu, där han förklarade att han också önskade begravas. Hans son Makgatho Mandela dog av AIDS den 6 januari 2005 och är begraven på familjens gravplats i Qunu.
I början av juli 2008 meddelade George W. Bush att han ämnade att ta bort Nelson Mandela och ANC från USA:s terrorlista, något som genomfördes senare samma år. Detta efter påtryckningar från bland andra utrikesminister Condoleezza Rice, som kommenterade situationen så här: "[det är] rätt genant att behöva nonchalera min motpart, Sydafrikas utrikesminister, för att inte tala om Nelson Mandela".

## Privatliv
Nelson Mandela var gift tre gånger. Det första äktenskapet var med Evelyn Ntoko Mase, som också härstammade från Transkei i Sydafrika. Paret träffades i Johannesburg och fick fyra barn: sönerna Madiba Thembekile (1946–1969, död i bilolycka) och Makgatho (1950–2005, död i AIDS) och döttrarna Makaziwe (1947–1948) och Makaziwe (född 1953). Mandelas långa frånvaro, hans hängivenhet till frihetskampen och hennes tillit till Jehovas Vittnen som var neutral till den politiska kampen ledde till att paret gick skilda vägar 1957.
Mandelas andra fru var Winnie Madikizela-Mandela som också härstammade från Transkei. De träffades i Johannesburg där hon var stadens första svarta socialarbetare. Senare skulle Winnie Mandelas familjeband slitas av samma konflikt som hemsökte landet under samma period; samtidigt som hennes make satt fängslad på Robben Island för terrorism och landsförräderi utnämndes Winnies far till jordbruksminister i Transkei. Äktenskapet slutade i separation i april 1992 och i skilsmässa i mars 1996. De fick två döttrar tillsammans.
På sin 80-årsdag gifte sig Mandela med Graça Machel, änkan till Moçambiques president Samora Machel, som omkommit i en flygkrasch 12 år tidigare. De var gifta fram till Mandelas död 2013.

## Erkännande och i kulturen

### Utmärkelser
Nelson Mandela tilldelades under 40 års tid över 250 utmärkelser, däribland:
- Jawaharlal Nehrus Pris,  1979[14]
- Freedom of the London Borough of Greenwich,  1983[15]
- Premio Internacional Simón Bolívar,  1983
- Ludovic Trarieux-priset,  1985
- FN:s pris för mänskliga rättigheter,  1988
- Folkvänskapens stjärna,  1988
- Sacharovpriset för tankefrihet,  1988
- Tjeckoslovakiens vänskapsorden,  22 juni 1988[16]
- Första graden av Eduardo Mondlane-orden,  22 juli 1988[17][18]
- Hedersexamen från Spelman College,  1990[19]
- Leninorden,  1990
- Lenins fredspris,  1990
- José Martí-orden,  1991[20]
- Hedersdoktor vid Universidad Complutense,  1991
- Félix Houphouët-Boignys fredspris,  1991
- Prinsessan av Asturiens pris för internationellt samarbete,  1992
- Hedersdoktor vid Pekinguniversitetet,  1992[21]
- Hedersdoktor vid Vrije Universiteit Brussel, med  F.W. de Klerk,  1993[22]
- Fulbright Prize,  1993
- Nobels fredspris, med  F.W. de Klerk,  1993[23][24][25]
- Gyllene olympiska orden,  1994[26]
- Förtjänstorden,  1995
- Alan Paton Award, för Long Walk to Freedom,  1995
- Storkedja av Henrik Sjöfararens orden,  20 november 1995[27]
- Elefantorden,  18 februari 1996
- Hedersdoktor vid Sorbonne-universitetet i Paris,  10 juni 1996[28]
- Nilorden,  1997
- Kungliga Serafimerorden,  3 mars 1997
- Storkorset med kedja av Finlands Vita Ros orden,  7 maj 1997[29]
- Storkors av Sankt Olavs orden,  1998
- Honorary Companion of the Order of Canada,  24 september 1998
- Kedja av Isabella den katolskas orden,  1999[30][31]
- Hedersdoktor vid Universitetet i Leiden,  1999[32]
- Nassauska Gyllene lejonets orden,  10 mars 1999[33]
- Presidentens frihetsmedalj,  5 maj 1999[34]
- Första klass av Jaroslav den vises orden,  5 maj 1999
- Hederscompanion av Australienorden,  14 juni 1999[35]
- Gandhis fredspris,  2000
- Fyra friheters-priset – Frihetsmedaljen,  2002
- Malawis lejonorden,  2002[36]
- Mapungubwe-orden i platina,  10 december 2002[37]
- Storbritanniska Johanniterorden,  2004
- Hedersdoktor,  4 februari 2004[38]
- Hedersdoktor vid Université Paris 8,  2005[39]
- Hedersdoktor vid Karolinska Institutet,  13 maj 2005[40]
- Ambassador of Conscience Award,  2006
- Giuseppe Motta Medal,  2006
- Ahimsa Award,  2006
- Mo Ibrahim-priset för afrikanskt ledarskap,  2007
- Hedersdoktor vid University of Las Palmas de Gran Canaria,  2010[41]
- Storkorset av Mexikanska Aztekiska Örnorden,  11 juni 2010
- Freedom of the Royal Borough of Greenwich,  13 mars 2012[42]
- Hedersmedborgare i Paris,  2013
- World Rugby Hall of Fame,  2015[43]
- Storkors av Malis nationalorden
- Philadelphia Liberty-medaljen
- Bharat Ratna
- Arthur Ashe Courage Award
- Kanadensiskt hedersmedborgarskap
- Augusto César Sandino-orden
- Bruno Kreisky-priset
- Stormester av Det gode håps orden
- Gaddafipriset för mänskliga rättigheter
- Leendets orden
- Delta Prize for Global Understanding
- Hedersdoktor vid Calcuttas universitet
- Hedersdoktor vid Universitetet i Pretoria
- Hedersdoktor vid Howard University
- Hedersdoktor vid University of Hong Kong
- Storkors av Portugals frihetsorden[27]
- Hedersdoktor vid Universitat Autònoma de Barcelona
- Agostinho Neto-orden
- Ghanas stjärnas orden
- Storkors av Storbritanniska Johanniterorden
- Nishan-e-Pakistan
- Kongressens guldmedalj
- Ryska vänskapsorden
- Playa Girónorden
- Isitwalandwe
- Drottning Elizabeth II:s guldjubileumsmedalj
- O. R. Tambos följeslagares orden
- Stara Planina-orden
- Jamaicaorden[44]

[Redigera Wikidata]
När Mandela blev serafimerriddare erhöll han ett vapen där skölden motsvarar Sydafrikas flaggas utseende fast med upprättstående gaffelkors i stället för liggande. Man ville inte ge honom ett vapen baserat på Sydafrikas gamla, då fortfarande gällande, statsvapen, utan tyckte att flaggans motiv bättre skulle symbolisera Mandela som president för det "nya" Sydafrika. Valspråket är dock hämtat från det gamla vapnet: Ex unitate vires (lat. "enighet ger styrka").
Den 23 juli 2004 förärades Nelson Mandela med staden Johannesburgs högsta utmärkelse, Freedom of the City vid en ceremoni i Orlando, Soweto i Soweto. Mandela fortsatte att vara en nyckelfigur för organisationer som främjar fred, utbildning och förståelse mellan människor i världen (exempelvis Round Square och United World Colleges). Mandela medverkade även i en reklamfilm för Internationella Olympiska Kommitténs (IOK) kampanj Celebrate Humanity (fira mänskligheten).
År 2007 fick Nelson Mandela en hedersvariant av Mo Ibrahim-priset för afrikanskt ledarskap första gången priset skulle delas ut. Priskriterierna angav att priset skulle gå till en tidigare afrikansk statsman, som avgått under de senaste tre åren, varför Nelson Mandela inte var formellt kvalificerad. Prisjuryn under Kofi Annan, som gav priset till Joaquim Chissano, ville med hedersutnämningen markera Nelson Mandelas speciella position som förebild för afrikanskt statsmannaskap.
Se en lista på engelska Wikipedia: List of awards bestowed on Nelson Mandela.

### Nelson Mandela i kulturen

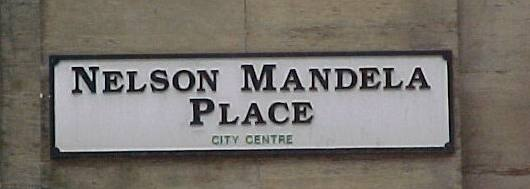
St George’s Place i Glasgow, Skottland bytte den 16 juni 1986 namn till Nelson Mandela Place.

- Queen + Paul Rodgers framförde sången "Say It's Not True" i sin konsert Return of the Champions. Den skrevs för Nelson Mandelas 46664-kampanj.
- Mandela var känd för att gilla batiktyger. Han syntes ofta i batikmönstrade plagg, även vid formella tillfällen. Skjortor i batik är kända som Madibaskjortor i Sydafrika.
- År 2003 var Nelson Mandelas dödsruna bland dem som felaktigt rapporterades av CNN. Mandelas dödsruna (tillsammans med dem för flera andra kända personer) hamnade av misstag på CNN:s hemsida efter en lapsus med ett lösenord.
- Londons borgmästare Ken Livingstone vill att en staty av Nelson Mandela sätts upp på den norra terrassen på Trafalgar Square, men idén har hittills mött motstånd.
- Mandela gjorde en cameo i filmen Malcolm X (1992), där han spelade en lärare.
- Johnny Clegg har också skrivit en sång som tillägnats Mandela, "Asimbonanga (Mandela)", i vilken Steve Biko, Victoria Mxenge och Neil Aggett som också verkade mot apartheid, nämns.
- Han har av vissa grupper blivit en symbol för frihet och jämlikhet, och likställs även med personer som Mahatma Gandhi och Martin Luther King.
- Filmen Farväl Bafana (2007) regisserad av Bille August beskriver Mandelas fångenskap utifrån en av fångvaktarnas perspektiv.
- Invictus – de oövervinnerliga (2009) regisserad av Clint Eastwood och med Morgan Freeman och Matt Damon i huvudrollerna. Filmen handlar om rugby-VM 1995 i Sydafrika, då Mandela stödjer Springboks, Sydafrikas rugbylag, som ett medel för att ena nationen.
- Nelson Mandelas sonson, Mandla Mandela sitter i Sydafrikas parlament för ANC.

#### Filmatiseringar
Nelson Mandelas liv har filmatiserats flera gånger. År 2009 gjorde regissören Clint Eastwood filmen Invictus – de oövervinneliga om Mandela och det sydafrikanska rugbylandslaget Springboks. Mandela spelades av Morgan Freeman. Nelson Mandela hade 15 år tidigare vid en presskonferens uppgett att han ville se Freeman i huvudrollen som sig själv, men detta gällde egentligen hans självbiografi Den långa vägen till frihet. Freeman försökte också under några år få till en filmatisering av boken, men misslyckades. I stället filmatiserade Justin Chadwick boken under titeln Mandela: Long Walk to Freedom i en sydafrikansk/brittisk samproduktion, där landsmannen Idris Elba porträtterade Mandela. Filmen hade en begränsad urpremiär i USA den 29 november 2013.